# جيل الجون (الخبت)

تعديل مصدري - تعديل

جيل الجون هي إحدى قرى عزلة الشعافل السفلى بمديرية الخبت التابعة لمحافظة المحويت، بلغ تعداد سكانها 453 نسمة حسب تعداد اليمن لعام 2004.